# Doubravy
Doubravy (in tedesco Dubraw) è un comune della Repubblica Ceca facente parte del distretto di Zlín, nella regione di Zlín.